# Antico monastero di San Pietro Martire
Il monastero di San Pietro Martire si trovava a Firenze in via dei Serragli.

## Storia
Venne fondato nel 1418-1420 per le monache domenicane osservanti (ma alcune fonti lo dicono esistente nel 1312, forse con altre religiose) , legate al monastero maschile di San Domenico di Fiesole, e collocato nel tratto finale di via dei Serragli. In virtù di quel collegamento con gli Osservanti, il Beato Angelico aveva dipinto la pala d'altare per la chiesa del monastero, il cosiddetto Trittico di San Pietro Martire, prima opera documentata pervenutaci dell'autore, oggi al Museo nazionale di San Marco.
Nel 1557 il monastero venne soppresso e demolito per fare spazio alle fortificazioni attorno alla porta San Pier Gattolino. Le monache si trasferirono allora in San Felice in Piazza, portandosi il nome del convento che ancora oggi si chiama ivi "San Pier Martire". Le stesse suore domenicane ospitano oggi una scuola materna ed elementare, con accesso da piazza San Felice.